# Гровер (Північна Кароліна)
Гровер (англ. Grover) — місто (англ. town) в США, в окрузі Клівленд штату Північна Кароліна. Населення — 802 особи (2020).

## Географія
Гровер розташований за координатами 35°10′16″ пн. ш. 81°27′7″ зх. д. / 35.17111° пн. ш. 81.45194° зх. д. (35.171026, -81.451927).  За даними Бюро перепису населення США в 2010 році місто мало площу 2,56 км², з яких 2,49 км² — суходіл та 0,08 км² — водойми.

## Демографія
Згідно з переписом 2010 року, у місті мешкало 708 осіб у 265 домогосподарствах у складі 186 родин. Густота населення становила 276 осіб/км².  Було 315 помешкань (123/км²).
Расовий склад населення:
| - 79,9 % — білих - 11,9 % — чорних або афроамериканців - 2,1 % — азіатів - 1,0 % — корінних американців |

До двох чи більше рас належало 4,4 %. Частка іспаномовних становила 4,5 % від усіх жителів.
За віковим діапазоном населення розподілялося таким чином: 26,4 % — особи молодші 18 років, 61,7 % — особи у віці 18—64 років, 11,9 % — особи у віці 65 років та старші. Медіана віку мешканця становила 36,1 року. На 100 осіб жіночої статі у місті припадало 97,2 чоловіків;  на 100 жінок у віці від 18 років та старших — 90,1 чоловіків також старших 18 років.
Середній дохід на одне домашнє господарство  становив 53 310 доларів США (медіана — 34 653), а середній дохід на одну сім'ю — 55 543 долари (медіана — 43 438). За межею бідності перебувало 13,5 % осіб, у тому числі 18,6 % дітей у віці до 18 років та 6,8 % осіб у віці 65 років та старших.
Цивільне працевлаштоване населення становило 374 особи. Основні галузі зайнятості: виробництво — 30,2 %, роздрібна торгівля — 24,6 %, освіта, охорона здоров'я та соціальна допомога — 15,0 %.